# Tympanota gyiarces
Tympanota gyiarces là một loài bướm đêm trong họ Geometridae.